# Barrage d'Aldeadávila
Le barrage d'Aldeadávila désigne un complexe hydroélectrique comprenant un barrage, un réservoir et deux centrales hydroélectriques, situés à 7 km de la ville d'Aldeadávila de la Ribera dans la province de Salamanque en Espagne, à la frontière entre ce pays et le Portugal.
Mis en service en 1963 par la société Iberduero S.L., cet aménagement hydroélectrique sur le fleuve Duero — Douro pour les lusophones et les francophones — avait une capacité initiale de 718,2 MW. Au moment de sa mise en service, il était l'un des plus importants en Europe occidentale. En 1987, l'entreprise ajoute une centrale de pompage-turbinage sur le même site, la centrale Aldeadávila II, qui ajoute deux turbines réversibles qui augmentent la puissance installée de l'aménagement de 428,6 MW.
L'aménagement d'Aldeadávila demeure aujourd'hui la plus grande centrale hydroélectrique de l'Espagne. Il est passé sous le contrôle d'Iberdrola lors de la fondation de l'entreprise, fruit d'une fusion entre Iberduero et Hidroeléctrica Española, en 1992.

## Contexte
En 1864, le Portugal et l'Espagne signent le « Traité des limites » (ratifié en 1866), qui établit les frontières internationales actuelles des deux pays,,. Un traité sur les fleuves transfrontaliers, clarifiant les enjeux relatifs à l'utilisation de ces cours d'eau, était signé et ratifié en 1912. Un troisième traité régissant l'aménagement d'installations hydroélectriques sur le fleuve Douro est signé en 1927. Le barrage a été construit par l'Espagne en vertu de ces traités et il est le dernier barrage construit par Espagne sur la section de la rivière qui lui a été concédée.
L'aménagement est situé dans une région appelée les Arribes du Duero, en référence à la vallée étroite et encaissée du fleuve, qui forme une frontière naturelle. Les paysages spectaculaires de cette région ont incité les deux pays riverains à créer des parcs sur chacune des rives. Sur la rive droite portugaise, le parc naturel du Douro International a été établi en 1998, alors que sur la rive gauche, la communauté autonome de Castille-et-León a établi le parc naturel d'Arribes du Duero en 2002.

## Ouvrages

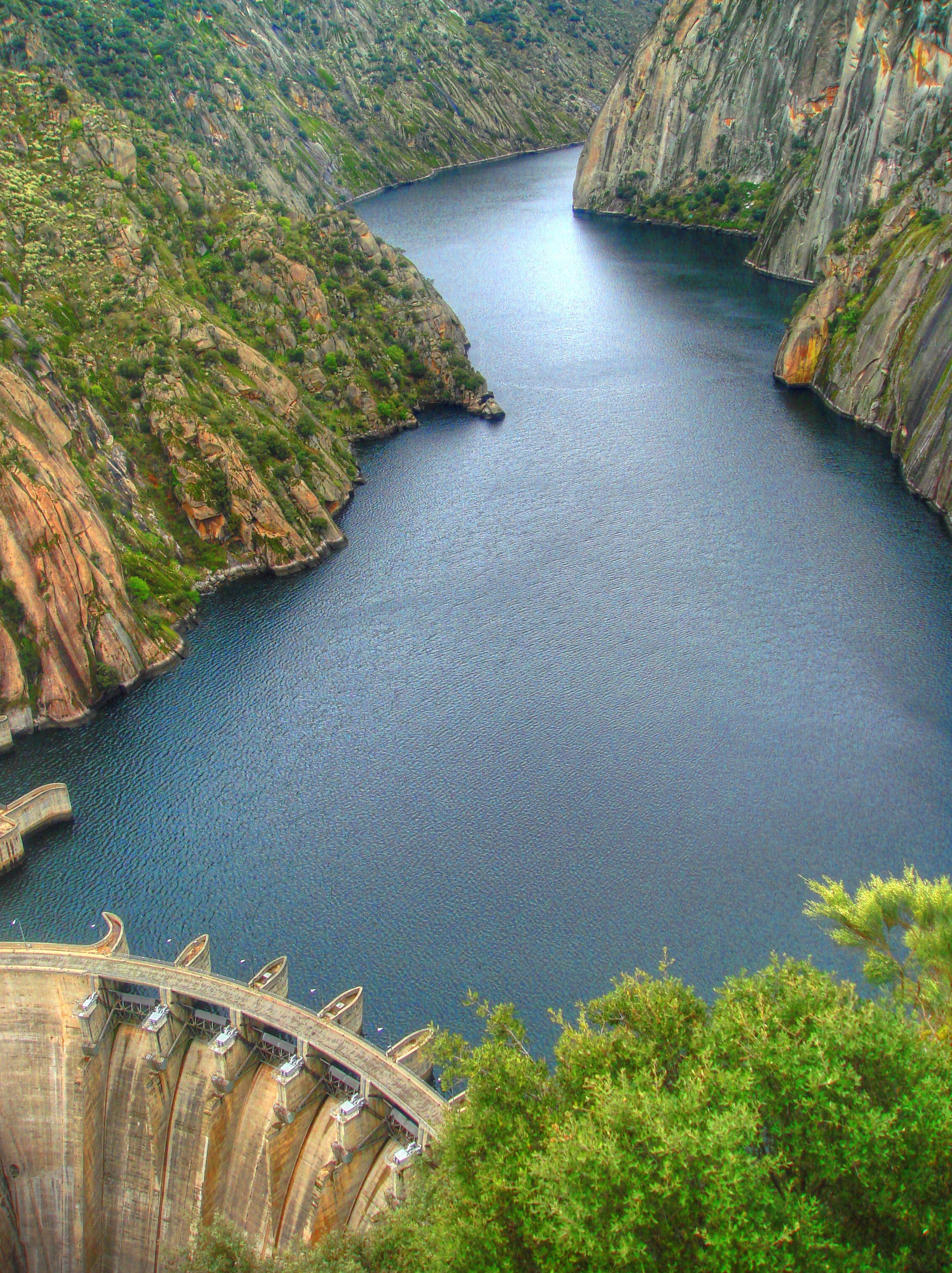
La retenue et le barrage d'Aldeadávila, vus depuis le belvédère d'Aldeadávila I.

La conception du barrage a débuté en 1956 et sa construction s'est terminée en 1963. L'ouvrage a été construit par Iberduero Ingeniería y Construcción sur des plans de l'ingénieur-concepteur Pedro Martínez Artola. La construction de cet aménagement suit immédiatement la construction du barrage de Saucelle, en aval, dont les travaux se sont terminés en 1956.
Elle intervient également durant une mutation du franquisme, qui tourne le dos à l'approche autarcique des 20 premières années du régime pour s'ouvrir davantage au commerce international et à l'Europe,.
Le barrage d'une hauteur de 140 m a été érigé pour un coût de 60 millions de dollars américains. Il compte parmi une série de barrages très hauts qui incorporent une face aval inclinée vers l'amont ; les barrages de ce type ont été construits en Europe occidentale dans les deux décennies qui ont suivi la fin de la Seconde Guerre mondiale.
Bien que cette technique ait simplifié la conception et la construction du barrage en permettant d'incorporer plus facilement l'évacuateur de crues dans le parement, elle a requis une plus grande quantité de béton. La face aval de la coque est pratiquement verticale.

### Barrage
Le barrage a été fondé sur du granit de bonne qualité. Des injections d'étanchéité ont toutefois été nécessaires pour remplir des fissures qui couraient parallèlement à la fondation, ainsi que sur la rive gauche, où deux fractures dans le roc ont été détectées,. La centrale souterraine et les tunnels ont été creusés par abattage en gradins, une technique utilisée en génie minier ; l'utilisation de cette technique à Aldeadávila est considérée comme un cas type de ce procédé. La galerie qui accueille les groupes turbo-alternateurs ainsi que la salle des transformateurs ont été taillés dans le granit solide. La salle des machines est longue de 140 mètres, large de 18 et profonde de 40. Le volume total de déblais créé par l'excavation des différents éléments de l'aménagement est estimé à 600 175 m3.

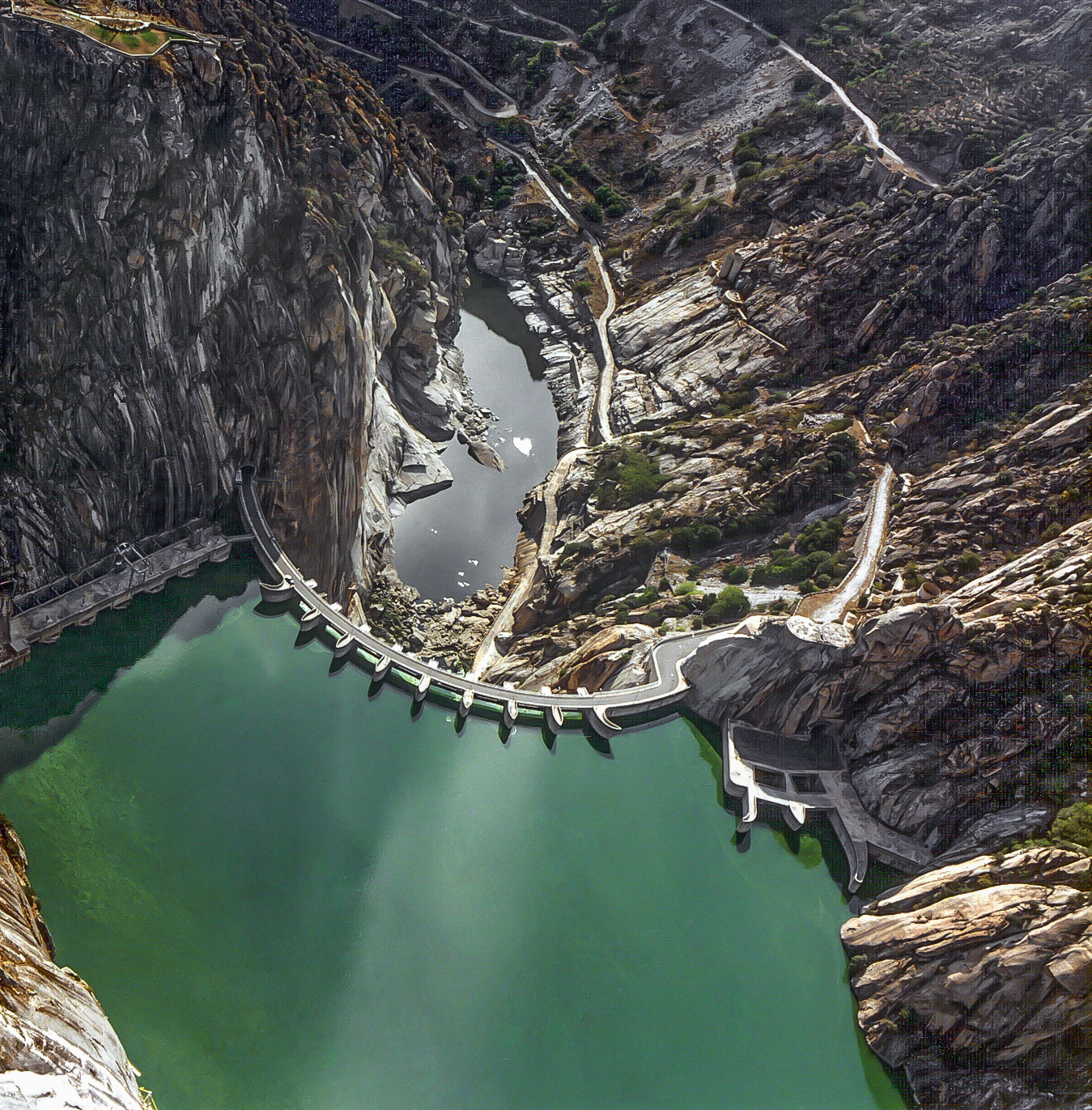
Vue aérienne de l'aménagement.

Le déversoir comprend huit vannes qui canalisent l'eau dans quatre coursiers. Les coursiers incorporent des piliers latéraux sur la face amont pour canaliser l'eau de manière que chaque coursier déverse le même débit. Le seuil de l'évacuateur de crues, de type saut à ski, déverse l'eau légèrement au-dessus du niveau du lit de la rivière, créant un effet de chute lorsque le déversoir est utilisé à pleine capacité. Un tunnel de déviation creusé dans le granite sur la rive droite de la rivière augmente la capacité d'évacuation de 11 000 m3/s.
L'ouvrage a valu à l'Espagne une réputation internationale dans le domaine de la construction de grands barrages dans les années qui suivent sa construction. Avec son seuil de type « saut à ski » sur la face du barrage, l'évacuateur de crues est sa caractéristique la plus remarquable. Elle a été qualifiée d'« exceptionnelle » par des ingénieurs hydrauliciens de premier plan. Le canyon où coule le fleuve Douro est exceptionnellement étroit et encaissé, ce qui a permis de créer un réservoir de faible superficie, mais de grande capacité. Cette caractéristique limite quelque peu l'utilisation du réservoir à des fins récréatives, mais il demeure populaire pour la navigation de plaisance.
La conception des conduites forcées et du déversoir auxiliaire, qui utilise le réseau de tunnels de 12 km, a causé quelques ennuis. Des problèmes de cavitation ont endommagé ces tunnels dans le passé.

### Centrales
Un demi-siècle après sa construction, la centrale hydroélectrique d'Aldeadávila est toujours la plus puissante d'Espagne. Elle était équipée à l'origine de six turbines de 170 000 ch pour une puissance totale de 718 MW. L'Import-Export Bank des États-Unis a accordé un crédit conditionnel de 8,9 millions de dollars à Iberduero en 1958 pour l'achat de six turbines de 120 MW et les autres équipements électriques de la centrale, qui ont tous été commandés chez des manufacturiers américains.
Deux canaux de fuite munis de chambres d'équilibre de 53 m restituent l'eau vers la rivière à l'aval,. Six conduites forcées de 5 m de diamètre alimentent autant de turbines Francis.
En 1987, Iberduero met en service deux groupes supplémentaires, parfois appelés Aldeadávila-2, qui ajoutent une puissance additionnelle de 400 MW à l'aménagement.

### Pompage-turbinage

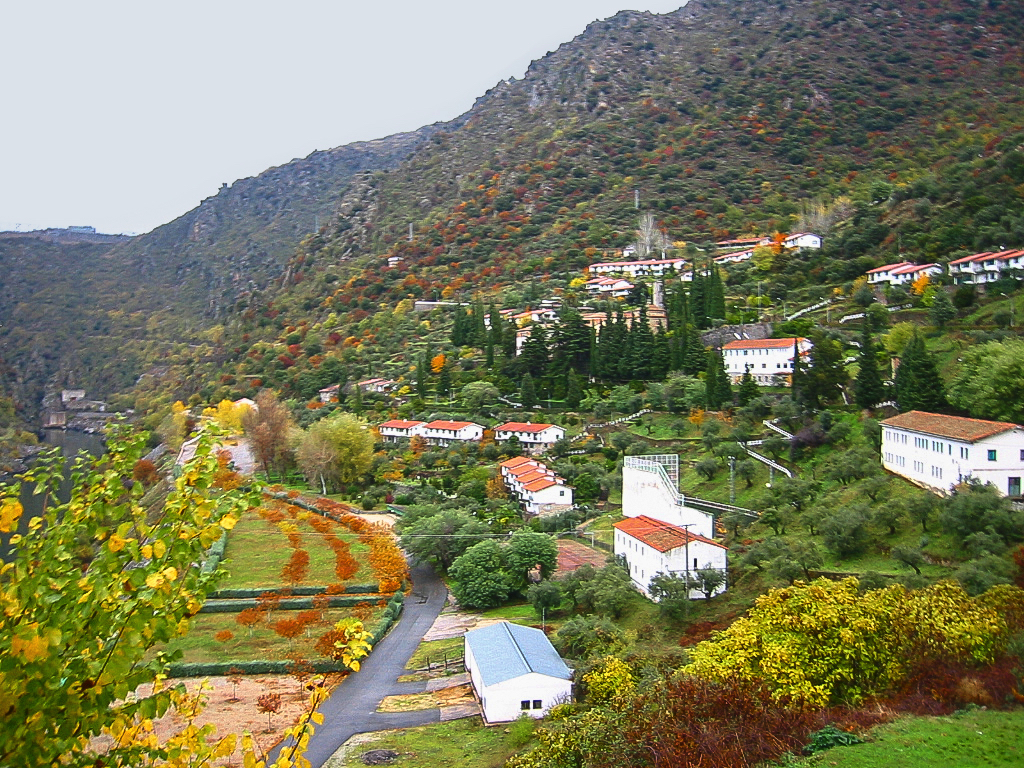
Hameau du Salto.

L'aménagement hydroélectrique comprend une centrale de pompage-turbinage d'une puissance installée de 422 MW. Les deux groupes de 211 MW peuvent produire de l'électricité de manière habituelle en la turbinant. Toutefois, lors des périodes de faible demande, comme la nuit, les fins de semaine ou pendant des fluctuations saisonnières, la centrale peut utiliser ses surplus pour pomper une partie de l'eau dans le réservoir, ce qui optimise la capacité du réservoir en permettant de stocker l'eau qui pourra être returbinée en période de pointe. Au moment de sa construction, la centrale d'Aldeadávila était la plus importante centrale de pompage-turbinage en Europe.

## Culture populaire
Un documentaire de 32 minutes sur le barrage, intitulé La presa de Aldeadávila, a été produit par Iberduero en 1963.
En 1965, plusieurs scènes du film Le Docteur Jivago du réalisateur David Lean ont été tournées au barrage. L'évacuateur de crues a été ouvert durant le tournage et des images du déferlement de l'eau sont montrées dans le film. Une autre scène montre des ouvriers marchant dans un des tunnels du barrage. Les scènes finales du film La cabina d'Antonio Mercero sont aussi tournées à l'intérieur du barrage d'Aldeadávila.
En 2019, le barrage a servi de lieu de tournage du combat final du film Terminator: Dark Fate de Tim Miller.

### Sources et bibliographie
- (en) Cet article est partiellement ou en totalité issu de l’article de Wikipédia en anglais intitulé « Aldeadávila Dam » (voir la liste des auteurs).

- (en) American Water Resources Association, Pumped Storage Development and Its Environmental Effects : Proceedings, Milwaukee, College of Applied Science and Engineering, University of Wisconsin-Milwaukee, 1971
- (en) Paulo Canelas de Castro, « New Era in Luso-Spanish Relations in the Management of Shared Basins? The Challenge of Sustainability », dans Malgosia Fitzmaurice et Milena Szuniewicz (dir.), Exploitation of Natural Resources in the 21st Century, La Haye, Kluwer Law International, 2003, 191-234 p. (ISBN 90-411-2063-7, lire en ligne), p. 196
- (en) Damian Dominguez, Reto Manser et Christoph Ort, « No Problems on Río Duero (Spain) - Rio Douro (Portugal)? », The Science and Politics of International Freshwater Management, Lecture notes and case studies, Zurich, Swiss Federal Institute of Technology,‎ 2004, p. 9-10 (lire en ligne, consulté le 24 juillet 2010)
- Guillermo de la Dehesa, « L'ouverture de l'économie espagnole et les institutions de Bretton Woods », Revue d'économie financière, vol. 4, no H-S,‎ 1994, p. 291-298 (lire en ligne, consulté le 9 février 2013)
- (en) Floyd E. Dominy, « Spain Increases Dam Building », The Reclamation Era, US Department of the Interior, vol. 51, no 1,‎ février 1965, p. 1-3, 17 (lire en ligne, consulté le 8 février 2013)
- (en) Export-Import Bank of the United States, Export-Import Bank of the United States Annual Report, Washington, D.C., Export-Import Bank of the United States,, 1959.
- (es) Iberduero, Aldeadávila, Bilbao, Iberduero S.L., 1987, 141 p. (OCLC 435085148, lire en ligne)
- (en) William R. Judd (dir.), State of Stress in the Earth's Crust : : Proceedings of the International Conference, 1963, New York, Elsevier Pub. Co., 1964, 732 p. (OCLC 562012)
- (en) Rajnikant M. Khatsuria, Hydraulics of Spillways and Energy Dissipators, New York, Marcel Dekker, 2005, 680 p. (ISBN 0-8247-5789-0)
- (en) Kelly Lipscomb, Adventure Guide : Spain, Edison, N.J., Hunter, 2005, 653 p. (ISBN 1-58843-398-6, présentation en ligne).
- (en) Carlos López Jimeno, Emilio López Jimeno et Francisco Javier Ayala Carcedo, Drilling and Blasting of Rocks, Londres, Taylor & Francis, 1995, 400 p. (ISBN 978-90-5410-199-4, présentation en ligne)
- (es) Pablo Díaz Morlán et Elena San Román, « Causas de la restricción eléctrica en el primer franquismo: una aportación desde la historia empresarial », Investigaciones de Historia Económica, vol. 5, no 13,‎ hiver 2009, p. 73-95 (lire en ligne, consulté le 9 février 2013)
- (en) Yuri B. Mgalobelov et Yuri A. Landau (trad. G. Venkatachalam), Non-Conventional Concrete Dams on Rock Foundations : a critical review of patents and licences, Rotterdam, A. A. Balkema, 1997, 281 p. (ISBN 90-5410-252-7, lire en ligne)
- (en) José María Santafé Martínez, « The Spanish-Portuguese Transboundary Waters Agreements: Historic Perspective », Water International, vol. 28, no 3,‎ septembre 2003, p. 379-388 (DOI 10.1080/02508060308691712)
- (en) Fuat Șentürk, Hydraulics of Dams and Reservoirs, Highlands Ranch, Colo., Water Resources Publications, 1994, 788 p. (ISBN 0-918334-80-2, présentation en ligne)
- (en) V.M. Serebryanskii, « Engineering Bases of the Architecture of Hydraulic Developments With Arch Dams », Hydrotechnical Construction, vol. 7, no 7,‎ juillet 1973, p. 557-562 (DOI 10.1007/BF02377257)
- (en) Ignasi Solà-Morales Rubió, Antón Capitel et Raúl. Rispa, Birkhäuser Architectural Guide : Spain, 1920-1999, Bâle, Birkhäuser, 1998, 407 p. (ISBN 3-7643-5748-7)
- (en) Kenneth G. Stagg et O. Zienkiewicz (dir.), Rock Mechanics in Engineering Practice, New York, John Wiley & Sons, 1968, 442 p. (OCLC 180305)
- (en) Henry H. Thomas, The Engineering of Large Dams, Londres, Wiley, 1976, 777 p. (ISBN 0-471-01528-8)